# 14吋45倍徑艦炮
14吋45倍徑艦炮（英語：14"/45 caliber naval gun，讀音：Fourteen-inch-forty-five-caliber-naval-gun；又稱：356毫米45倍徑艦炮；其衍生型最初被稱為Mk 1、2、3、5，直到1930年代升級時被重新命名為Mk 8、9、10、12）是一系列美國海軍最早採用的14英寸（356毫米）艦載主炮。14寸45倍徑艦炮是美國海軍所屬的所有紐約級、內華達級和賓夕法尼亞級戰艦以上搭載的主力武器。該艦炮亦在英國皇家海軍服役，並且被命名為BL 14吋Mk II後裝艦炮（英語：BL 14 inch gun Mk II）。

## 歷史
14吋45倍徑艦炮的設計可追溯到1910年。1914年，它倆搭載在德克薩斯號和她的姊妹舰紐約號以上服役。在導入它倆時，海軍打算發射填充了D型高爆炸藥的1,400磅（635.03）穿甲彈。推進劑為四袋絲袋式無煙火藥，每袋重達105磅（47.63）。在15度角時，這些艦炮可以將砲彈發射到23,000 yd（21,031.20米）的距離。每門獨立火炮的後膛重達142,492磅（64,633.28），而長度則是53英尺6.5英寸（16.32米）。
最初的每門Mk 1筒緊身管式火砲均由無襯管的管道、護套、八具箍和螺栓框襯管所組成。為了彌補火炮下垂的問題，火炮以上還追增加了四具箍鎖環。Mk 3追加了三具箍鎖環並且具有延長的滑動距離，而Mk 5總共裝有五具箍。由於火炮之間的互換性，每艘配備了14吋45倍徑艦炮的战列舰通常會在每座砲塔以上裝有各型（Marks）的火砲。
1930年代，Mk 1、2、3、5都進行了升級，以增加其裝藥量和炮口初速，從而分別衍生出Mk 8、9、10、12。所有火炮均採用了間斷螺紋式炮閂和史密斯—阿斯伯里機構；而在Mark 12裝上時，還採用了鍍铬以延長其炮管壽命。這些改進使得火炮能夠發射更沉重的1,500磅（680.39）炮彈，並且將火炮炮架仰角提高至+30°（最大俯角維持-5°），將射程延長至36,000 yd（32,918.40米）。而紐約級的砲塔並無進行現代化改造，因為它倆的炮彈捲揚機無法容納更長的穿甲（AP）和高爆（HC）炮彈，取而代之的方案是為它倆生產了附有風帽的縮短型炮彈。

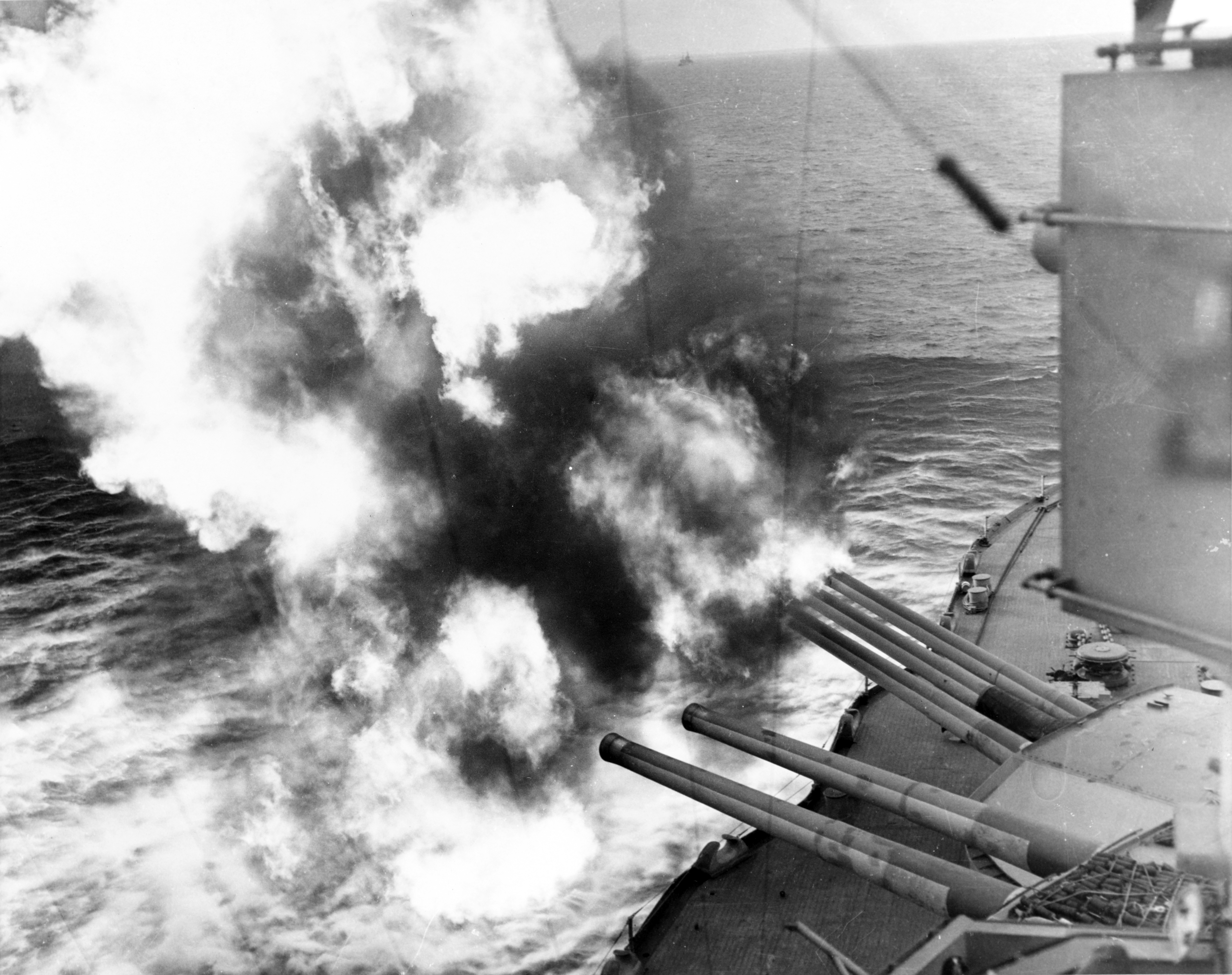
1944年霸王行动期間，美國海軍所屬的內華達號戰艦以所搭載的14吋45倍徑艦炮向猶他海灘開火。

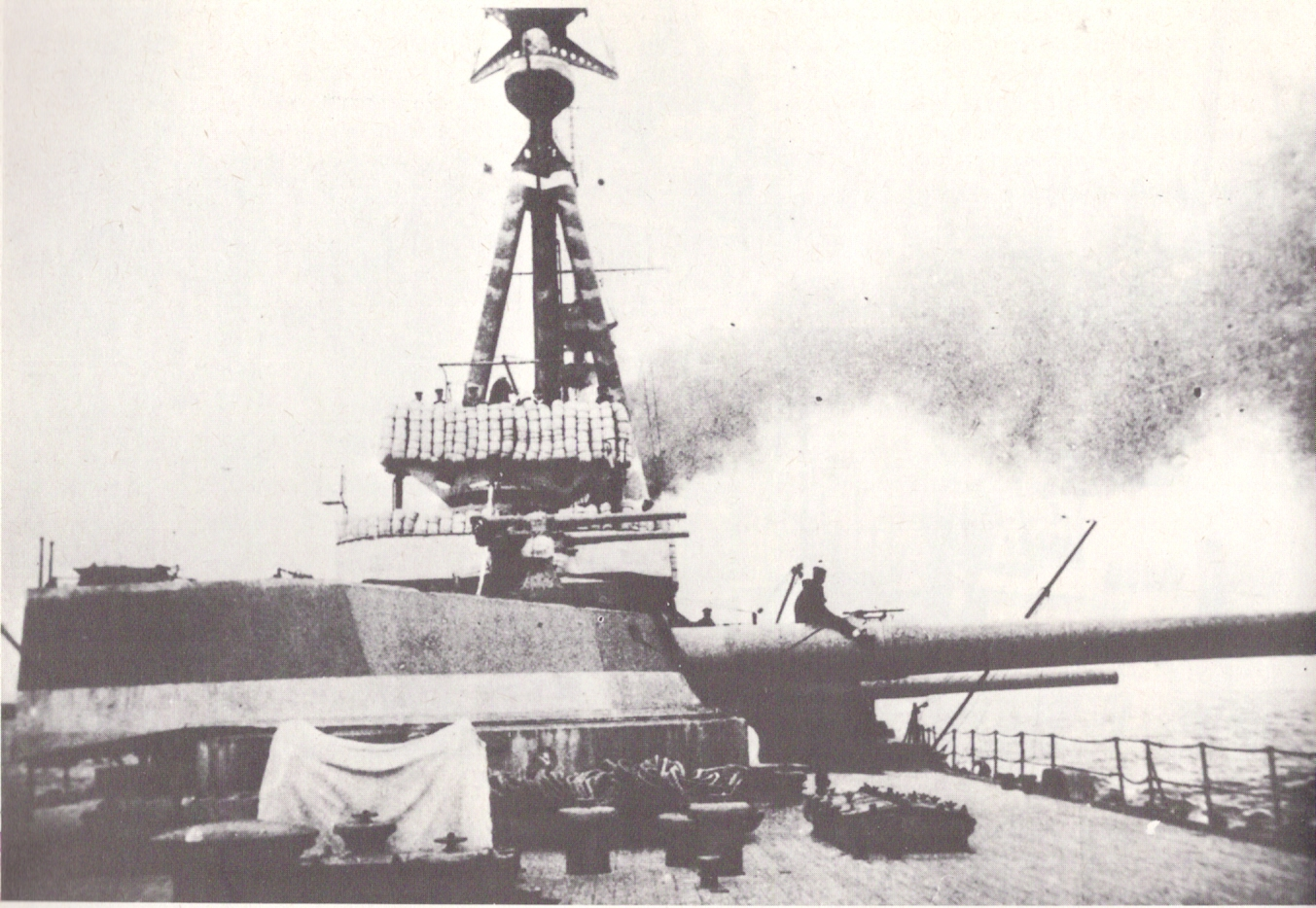
第一次世界大戰期間，一艘英國阿伯克龍比級淺水重炮艦浅水重炮舰所搭載的14 in砲塔。在皇家海軍服役的它裝有兩門火炮，並且命名為BL 14吋Mk II艦炮。

## 海軍行動

### 美國海軍
14吋45倍徑艦炮搭載於紐約級的兩艘战列舰，紐約號和德克薩斯號，內華達級一號艦內華達號，以及賓夕法尼亞級一號艦賓夕法尼亞號，在第二次世界大戰的服役當中用於海岸炮轟。1942年登陸戰當中，紐約號曾在北非戰役中負責炮火支援，賓夕法尼亞號則參與了阿留申群島戰役；而1944年霸王行动期間，德克薩斯號和內華達號亦對諾曼底作炮火支援。在整個1944年和1945年間，賓夕法尼亞號在進攻期間打擊了眾多不同的太平洋島嶼；而1945年，紐約號、得克薩斯號和內華達號都參與了對硫磺和沖繩兩島的進攻。
由於對珍珠港的空襲，俄克拉荷馬號和亞利桑那號都從未得以擊發過他倆搭載的主炮。但是，就在1944年秋季，本來搭載在沉沒的亞利桑那號2號炮塔的三門14吋45倍徑艦炮，就在內華達號於珍珠港的大修過程期間被搭載於後者的艦首以上，並且在以後太平洋戰爭當中用以進行多次海岸炮轟。而來自亞利桑那號殘骸的艦尾砲塔（3號和4號）則分別被搬到美国陆军海防炮兵團位於歐胡島西海岸的亞利桑那炮台和莫卡普角的賓夕法尼亞州炮台以上用作海岸炮。

### 英國皇家海軍
在第一次世界大战當中，由伯利恒鋼鐵公司所生產的八門美國海軍標準14吋45倍徑艦炮（配有炮架）都供應給英國。它們被命名為BL 14吋Mk II後裝艦炮（英語：BL 14 inch gun Mk II），並且搭載在阿伯克龍比級浅水重炮舰以上服役。
| 635公斤穿甲彈對垂直裝甲的貫穿力，毫米 | 635公斤穿甲彈對垂直裝甲的貫穿力，毫米 |
| ------------------------------------- | ------------------------------------- |
| 6,000碼（5,490公尺）                  | 437                                   |
| 9,000碼（8,230公尺）                  | 366                                   |
| 12,000碼（10,970公尺）                | 302                                   |
| 16,000碼（14,630公尺）                | 226                                   |
| 20,000碼（18,290公尺）                | 170                                   |

## 搭載14吋45倍徑艦炮的艦船

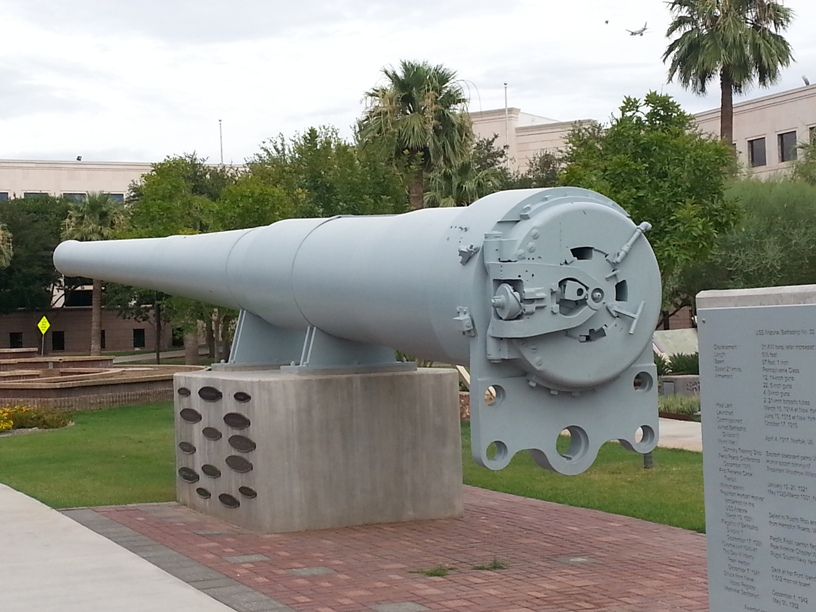
原來搭載在美國海軍所屬的亞利桑那號战列舰以上使用的14英寸火炮，目前在亞利桑那州鳳凰城的亞利桑那州議會大廈附近展示。

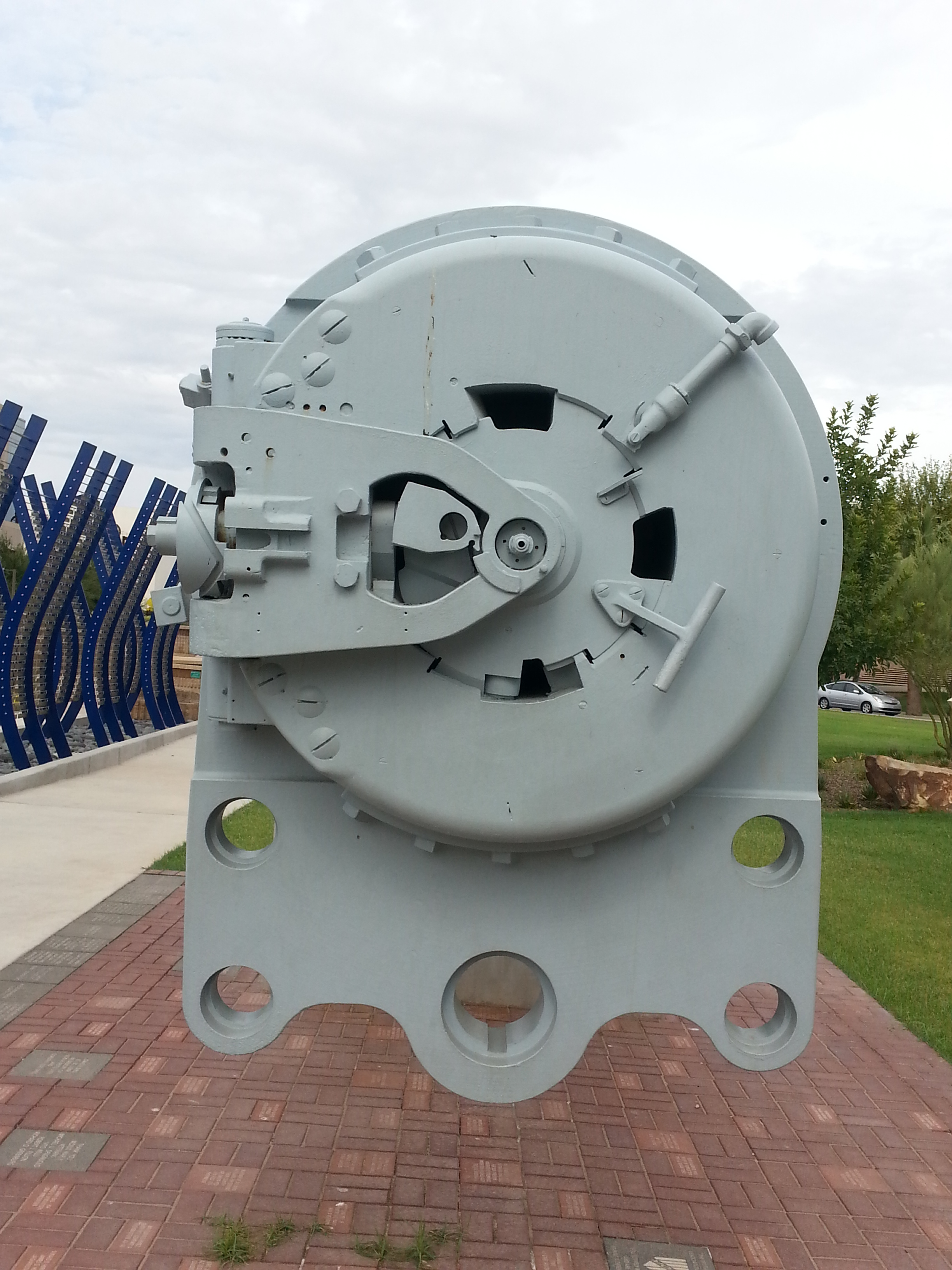
修復以後的亞利桑那號战列舰炮管的後膛，攝於亞利桑那州鳳凰城。

| 艦船                  | 搭載火炮         | 搭載炮架                                  |
| --------------------- | ---------------- | ----------------------------------------- |
| 紐約號（BB-34）       | 火炮：14吋45倍徑 | 砲塔：5 × 雙聯砲塔                        |
| 德克薩斯號（BB-35）   | 火炮：14吋45倍徑 | 砲塔：5 × 雙聯砲塔                        |
| 內華達號（BB-36）     | 火炮：14吋45倍徑 | - 砲塔：2 × 雙聯砲塔 - 砲塔：2 × 三聯砲塔 |
| 奧克拉荷馬號（BB-37） | 火炮：14吋45倍徑 | - 砲塔：2 × 雙聯砲塔 - 砲塔：2 × 三聯砲塔 |
| 賓夕法尼亞號（BB-38） | 火炮：14吋45倍徑 | 砲塔：4 × 三聯砲塔                        |
| 亞利桑那號（BB-39）   | 火炮：14吋45倍徑 | 砲塔：4 × 三聯砲塔                        |
| 阿伯克龍比號          | 火炮：14吋45倍徑 | 砲塔：1 × 雙聯砲塔                        |
| 哈夫洛克號            | 火炮：14吋45倍徑 | 砲塔：1 × 雙聯砲塔                        |
| 拉格蘭號              | 火炮：14吋45倍徑 | 砲塔：1 × 雙聯砲塔                        |
| 羅伯茨號              | 火炮：14吋45倍徑 | 砲塔：1 × 雙聯砲塔                        |

### 年代、功能、性能相近的其他火炮
- 14吋M1907岸防炮（英语：14-inch gun M1907），相近的美國陸軍海岸炮
- EOC 14吋45倍徑艦炮（英语：EOC 14-inch 45-calibre naval gun），相近的當代英國艦炮
- 維克斯14吋45倍徑艦炮，相近的維克斯設計、日本艦炮
- 340毫米45倍徑1912年式艦炮（英语：340mm/45 Modèle 1912 gun），當代法國相近艦炮

## 尚存的例子
- 位於休斯敦附近的聖哈辛托戰場以上的德克薩斯號（BB-35）。
- 亞利桑那州鳳凰城的韋斯利·博林紀念廣場（英语：Wesley Bolin Memorial Plaza），以紀念亞利桑那號战列舰和第二次世界大戰；第二次世界大戰當中曾在內華達號战列舰以上服役的原亞利桑那號艦炮的三門的其中一門。
- 位於宾夕法尼亚州申特縣鮑爾斯堡（英语：Boalsburg, Pennsylvania）的賓夕法尼亞州軍事博物館（英语：Pennsylvania Military Museum）

## 資料來源
1. ↑  Fairfield, A.P. Naval Ordnance Lord Baltimore Press (1921) p. 560
2. 1 2  Campbell, John Naval Weapons of World War Two Naval Institute Press (1985) ISBN 0-87021-459-4 p. 121
3. 1 2 3  DiGiulian, Tony. . Navweaps.com. 11 July 2016  [19 October 2016]. （原始内容存档于2008-08-29）.
4. ↑  DiGiulian, Tony. . Navweaps.com. 15 July 2016  [19 October 2016]. （原始内容存档于2020-02-14）.
5. ↑  . 美國海軍軍艦辭典. 美國海軍部歷史與遺產司令部. 1 December 2015  [15 September 2016].
6. ↑  . DANFS. 18 February 2016  [15 September 2016].
7. ↑  . DANFS. 18 February 2016  [15 September 2016].
8. ↑  . DANFS. 18 February 2016  [15 September 2016].
9. ↑  . Roadside America.com. 15 July 2011  [16 July 2011]. （原始内容存档于2019-04-01）.
10. ↑  Lewis, Emanuel Raymond. Seacoast Fortifications of the United States: An introductory history. Annapolis, MD: Naval Institute Press (1979). ISBN 978-1-55750-502-6 p. 123
11. ↑  .   [2020-03-12]. （原始内容存档于2020-01-15）.
12. ↑  Tony DiGiulian, British 14"/45 (35.6 cm) Marks II, IV and V （页面存档备份，存于）

## 外部連結
- （英文）—Bluejackets Manual, 1917, 4th revision: US Navy 14-inch Mark 1 gun（页面存档备份，存于）